# Gorakhpur
Gorakhpur (hindi:  गोरखपुर) város India északi részén, Uttar Prades államban. A nepáli határtól kb. 80 km-re délre fekszik. Lakossága 671 ezer fő volt 2011-ben.
Textilgyár, festőüzem, vasúti javítóműhelyek működnek itt.  
A városban több régi buddhista templom és rom található. Innen 55 km-re, Kusínagarban halt meg Gautama Buddha.

## Fordítás
Ez a szócikk részben vagy egészben  a   Gorakhpur című angol Wikipédia-szócikk fordításán alapul.  Az eredeti cikk szerkesztőit annak laptörténete sorolja fel. Ez a jelzés csupán a megfogalmazás eredetét és a szerzői jogokat jelzi, nem szolgál a cikkben szereplő információk forrásmegjelöléseként.